# Liste in Guatemala vorhandener Dampflokomotiven
Dies ist eine Liste erhaltener Dampflokomotiven auf dem Gebiet von Guatemala.

## Lokomotiven mit 36"
| Foto | Nummer oder Name          | Bauart / Achsfolge | Hersteller               | Fabrik-nr. | Baujahr | Historie | Eigentümer / Betreiber / Strecke              | Bemerkungen |
| ---- | ------------------------- | ------------------ | ------------------------ | ---------- | ------- | -------- | --------------------------------------------- | ----------- |
|      | Nottebohm & Co No. 2      | C1                 | Orenstein & Koppel       | 11256      | 1926    |          | Finca Concepcion Social Club                  | [ 1 ]       |
|      | FEGUA (IRCA) No. 116      | 1’D                | Baldwin Locomotive Works | 58164      | 1925    |          | FEGUA Station Compound, Roundhouse, Zona 1    | [ 2 ]       |
|      | FEGUA (IRCA) No. 119      | 1’D                | Baldwin Locomotive Works | 58231      | 1925    |          | FEGUA Station Compound, Roundhouse, Zona 1    | [ 3 ]       |
|      | FEGUA (IRCA) No. 165      | 1’D1’              | Krupp (Essen)            | 1685       | 1937    |          | Museo del Ferrocarril                         | [ 4 ]       |
|      | FEGUA (IRCA) No. 168      | 1’D1’              | Krupp (Essen)            | 1873       | 1937    |          | FEGUA Station Compound, Roundhouse, Zona 1    | [ 5 ]       |
|      | FEGUA (IRCA) No. 177      | 1’D1’              | Baldwin Locomotive Works | 72656      | 1946    |          | Ferrocarriles de Guatemala                    | [ 6 ]       |
|      | FEGUA (IRCA) No. 200      | 1’D1’              | Baldwin Locomotive Works | 74130      | 1948    |          | FEGUA Station Compound, Roundhouse, Zona 1    | [ 7 ]       |
|      | FEGUA (IRCA) No. 204      | 1’D1’              | Baldwin Locomotive Works | 74134      | 1948    |          | Museo del Ferrocarril                         | [ 8 ]       |
|      | FEGUA (IRCA) No. 205      | 1’D1’              | Baldwin Locomotive Works | 74135      | 1948    |          | Museo del Ferrocarril                         | [ 9 ]       |
|      | FEGUA (IRCA) No. 34 (31)  | 1’D                | Baldwin Locomotive Works | 15337      | 1897    |          | Museo del Ferrocarril                         | [ 10 ]      |
|      | Del Monte No. 313         | 1’D                | Baldwin Locomotive Works |            |         |          | La Estacion de Trenes de Bananera             | [ 11 ]      |
|      | Finca Pantaleon No. 4     | Shay - 2 truck     | Lima Locomotive Works    | 2374       | 1910    |          | Finca Pantaleon Near Social Club              | [ 12 ]      |
|      | Finca Pantaleon No. FP001 | B1                 | ?                        |            |         |          | Finca Pantaleon Outside Main Factory Building | [ 13 ]      |
|      | FEGUA (IRCA) No. 183      | 1’D1’              | Baldwin Locomotive Works | 73098      | 1947    |          | Zacapa Shed                                   | [ 14 ]      |
|      | FEGUA (IRCA) No. 199      | 1’D1’              | Baldwin Locomotive Works | 74129      | 1948    |          | Zacapa Shed                                   | [ 15 ]      |
|      | FEGUA (IRCA) No. 153      | 1’D1’              | Baldwin Locomotive Works | 60589      | 1928    |          | Zacapa Shed                                   | [ 16 ]      |

## Lokomotiven mit 750 mm
| Foto | Nummer oder Name             | Bauart / Achsfolge | Hersteller         | Fabrik-nr. | Baujahr | Historie | Eigentümer / Betreiber / Strecke | Bemerkungen |
| ---- | ---------------------------- | ------------------ | ------------------ | ---------- | ------- | -------- | -------------------------------- | ----------- |
|      | Nottebohm & Co No. 'Sujuyes' | C1                 | Orenstein & Koppel | 11396      | 1927    |          | Finca El Baul                    | [ 17 ]      |

## Lokomotiven mit 600 mm
| Foto | Nummer oder Name  | Bauart / Achsfolge | Hersteller         | Fabrik-nr. | Baujahr | Historie | Eigentümer / Betreiber / Strecke | Bemerkungen |
| ---- | ----------------- | ------------------ | ------------------ | ---------- | ------- | -------- | -------------------------------- | ----------- |
|      | ? No. 'La Maruca' | B1                 | Orenstein & Koppel |            |         |          | Kwilu-Ngongo Sugar Factory       | [ 18 ]      |